# マンデラ・ケイタ
ラミン・マンデラ・ケイタ（Lamine Mandela Keita, 2002年5月10日 - ）は、ベルギーのフラームス＝ブラバント州ルーヴェン出身のプロサッカー選手。セリエAのパルマ・カルチョ1913所属。ポジションはミッドフィールダー。ベルギー代表。

## 経歴

### OHルーヴェン
2021年3月21日、KVメレヘン戦に出場してプロデビューした。
2022-23シーズンの前半は負傷によりほとんどの試合をベンチで過ごした。同シーズン冬の移籍期間にて、出場機会を求めてロイヤル・アントワープFCへ期限付き移籍した。移籍金は1,000万ユーロ。移籍後は出場機会を増やし、チームは66年ぶりにリーグ優勝を成し遂げた。
2023年夏にルーヴェンへ復帰し、新たに2025年までの契約延長に合意した。しかし、数試合に出場した後に再びロイヤル・アントワープへ期限付き移籍した。

### パルマ
2024年8月30日、パルマ・カルチョ1913に移籍した。

## 代表歴
2023年10月、UEFA EURO 2024予選にてベルギー代表に初招集され、オーストリア戦に途中出場してA代表デビューした。

## 個人成績

### 代表
| ベルギー代表 | 国際Aマッチ | 国際Aマッチ |
| 年           | 出場        | 得点        |
| ------------ | ----------- | ----------- |
| 2023         | 1           | 0           |
| 通算         | 1           | 0           |

## タイトル

### クラブ
ロイヤル・アントワープFC
- ベルギー・ファースト・ディビジョンA：1回（2022-23）
- ベルギーカップ：1回（2022-23）